# Брейдарлон
Брейдарлон (ісл. вимова: [ˈpreiːðˌauːrˌlouːn]) — льодовикове озеро в південній частині ісландського льодовика Ватнайокутль.
Льодовик, що розташований у лагуні, є частиною національного парку Ватнайокутль, а недалеко від нього знаходиться більш відоме льодовикове озеро Йюкюльсарлон.
З Брейдарлона витікає невеличка річка, яка впадає у Фьялсарлон.

## Дивитися також
- Список озер Ісландії